# Chris Kablan
Chris Antoine Kablan (Luzern, 30 november 1994) is een Zwitsers voetballer met Ivoriaanse roots die onder contract ligt bij SK Beveren.

## Carrière
Kablan genoot zijn jeugdopleiding bij FC Luzern. De club leende hem in het seizoen 2013/14 uit aan SC Kriens, dat hem later definitief overnam. In 2014 was Kriens naar de 1. Liga getuimeld, maar een jaar later promoveerde de club weer naar de Promotion League. Daar eindigde het in de seizoenen 2015/16 en 2016/17 respectievelijk derde en tweede.
In 2017 versierde Kablan een transfer naar eersteklasser FC Thun. Daar speelde hij vier seizoenen. In 2020 degradeerde hij met de club uit de Super League. Een jaar na de degradatie tekende hij bij de Belgische tweedeklasser Waasland-Beveren, waar hij herenigd werd Marc Schneider, zijn oude trainer van bij Thun.
Op 4 mei 2022 maakte Waasland-Beveren bekend dat Kablan tot eind juli verhuurd werd aan de Amerikaanse eersteklasser Real Salt Lake. Naast twee wedstrijden in de MLS speelde hij er ook drie officiële wedstrijden voor Real Monarchs, het reservenelftal in de MLS Next Pro.